# Ardisia dunlapiana
Ardisia dunlapiana är en viveväxtart som beskrevs av Paul Hamilton Allen. Ardisia dunlapiana ingår i släktet Ardisia och familjen viveväxter. Inga underarter finns listade i Catalogue of Life.